# Muzeum Żydowskie w Nowym Jorku
 Muzeum Żydowskie w Nowym Jorku (Jewish Museum in New York City) – muzeum sztuki w Nowym Jorku, założone w 1904 roku. Jest najstarszym muzeum sztuki żydowskiej w Ameryce i jedną z najstarszych tego typu placówek na świecie. Od 1947 roku mieści się w budynku Felixa i Fridy Warburgów, zaprojektowanym przez C. P. H. Gilberta i wzniesionym w latach 1906–1908. Kolekcja muzealna liczy około 30 tysięcy eksponatów: obrazów, rzeźb, grafik, fotografii, instalacji, artefaktów archeologicznych i judaików. 
29 października 1982 roku budynek muzeum (Felix and Frieda Warburg House) został wpisany na listę National Register of Historic Places pod nr #82001207. 

## Historia muzeum

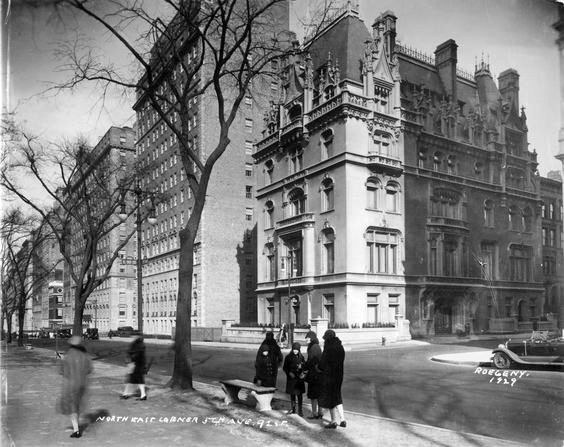
Rezydencja Warburgów w 1929

Początki Muzeum Żydowskiego związane są z Żydowskim Seminarium Teologicznym (Jewish Theological Seminary) oraz z osobami Felixa Warburga, jego teścia Jacoba Schiffa i szwagra Mortimera Schiffa, którzy odegrali ważną rolę w jego utworzeniu. Wszyscy trzej byli głęboko zaangażowani w działalność dobroczynną na rzecz Żydów. Jacob Schiff przyczynił się do założenia seminarium w 1886 roku i wszedł w skład jego pierwszego zarządu. Przekazał na potrzeby seminarium budynek przy West 123rd Street, w którym przez 30 lat prowadziło ono działalność. Mortimer Schiff z kolei przekazał 50 tysięcy dolarów na zakup biblioteki Eikana N. Adlera dla seminarium, przyczynił się również do poszerzenia jej zbiorów, dzięki czemu jej kolekcja żydowskich książek i rękopisów stała się największa na świecie. Muzeum Żydowskie zostało założone w 1904 roku bibliotece Żydowskiego Seminarium Teologicznego, w którym mieściło się przez ponad cztery dekady. Było ono pierwszą tego typu instytucją w Stanach Zjednoczonych i jednym z najstarszych, istniejących muzeów żydowskich na świecie. Warburg dokonał później licznych, kolejnych darowizn na rzecz muzeum. Także Schiffowie przekazali późniejszemu seminarium budynek na rogu Broadwayu i 122nd Street. W 1944 roku Frieda Schiff Warburg, wdowa Feliksie Warburgu, ofiarowała ich rodzinną rezydencję przy 1109 Fifth Avenue/92nd Street z przeznaczeniem na muzeum. Budynek, zaprojektowany w stylu francuskiego gotyku przez architekta C. P. H. Gilberta i ukończony w 1908 roku jest od 1947 roku siedzibą Muzeum. Pod koniec lat 50. i w latach 60. XX wieku muzeum przestało koncentrować się na kulturze żydowskiej, a stało się miejscem promocji awangardowej sztuki amerykańskiej. Wystawiło jako pierwsze muzeum prace tak znaczących artystów, jak Robert Rauschenberg, Jasper Johns i Philip Guston. Na początku lat 70. Muzeum powróciło do swojej pierwotnej misji, realizując serię ambitnych wystaw poświęconych żydowskim doświadczeniom i dziełom żydowskich artystów.
W 1959 roku obok Muzeum urządzono dziedziniec rzeźby, a w 1963 roku wzniesiono Albert A. List Building, aby zapewnić muzeum dodatkową przestrzeń na wystawy i działalność programową. W 1990 roku zrealizowano duży projekt rozbudowy i renowacji. Po jego ukończeniu w czerwcu 1993 roku powierzchnia wystawowa muzealnej galerii podwoiła się, doszła nowa przestrzeń dla realizacji programów edukacyjnych, zmodernizowano pomieszczenia publiczne, dodano też dwupoziomową wystawę kolekcjonerską Culture and Continuity: The Jewish Journey, poświęconą prezentacji historii żydowskiej kultury i tożsamości poprzez dzieła sztuki. Wystawa podzielona była na 4 działy: Forging an Identity, Interpreting a Tradition (ukazująca bogactwo i różnorodność żydowskich uroczystości na całym świecie, od codziennych rytuałów po najważniejsze święta), Confronting Modernity i Realizing a Future. Wystawa była prezentowana w latach 1993–2017. W 2018 roku zdecydowano się zastąpić ją inną prezentacją, Scenes from the Collection. Przeznaczono na nią całe trzecie piętro wystawiając blisko 600 dzieł, począwszy od antyków do sztuki współczesnej, z których wiele jest prezentowanych po raz pierwszy w Muzeum. Sztuka i przedmioty żydowskie zostały pokazane razem, potwierdzając uniwersalne wartości, które są wspólne dla ludzi wszystkich wyznań i ich tożsamości kulturowej. Zamiast jednej narracji, Scenes from the Collection została podzielona na 7 różnych sekcji, podkreślających różnorodność i głębię kolekcji. Każdy z nich ukazuje sposoby, w jakie prezentacja sztuki i historii kształtowana jest przez kontekst i perspektywę.

## Budynek muzeum

### Historia
Rezydencja Felixa Warburga jest jednym z najlepszych, zachowanych do dziś obiektów tego typu i stanowi wyjątkowy przykład stylu zamkowego z czasów króla Franciszka I. Została zaprojektowana przez C. P. H. Gilberta, jednego z najbardziej znanych i prestiżowych nowojorskich architektów Nowego Jorku i zbudowany w latach 1906–1908 dla Feliksa i Friedy Warburg.

### Architektura
Gilbert zaprojektował wielką, główną fasadę z wejściem od strony East 92nd Street, typową dla narożnych budynków przy Piątej Alei. Budynek został oblicowany drobnoziarnistym, jasnoszarym wapieniem z Indiany, dobrze pasującym do stylu Franciszka I, ponieważ dzięki niemu powierzchnie ścian są gładkie i nieskazitelnie czyste, a ozdobne detale ostro odcinają się na ich tle. Budynek ma strome, łupkowe dachy, ożywione pinaklowymi, kamiennymi szczytami, wysokimi kominami i miedzianymi, ozdobnymi zwieńczeniami. Budynek ma pięć głównych pięter, piwnicę poniżej poziomu ulicy i poddasze z małymi, miedzianymi okiennicami. Elewacja od strony 92nd Street jest subtelnie asymetryczna, podczas gdy ta od Piątej Alei jest rozplanowana symetrycznie. Gładkie ściany zostały przeprute oknami różnego rodzaju, typowymi dla stylu Franciszka I: prostokątnymi, sklepionymi łukowo i prostokątnymi z zaokrąglonymi górnymi narożnikami. Okna są ozdobione różnorodnymi, eleganckimi detalami, takimi jak biforia i szprosy z podstawami przypominającymi kolumienki, obramowania z motywem liściastym i maswerki. Elewacje dodatkowo ożywiają wystające wykusze, balkony, sztukaterie oraz misternie rzeźbiony gzyms.

## Zbiory

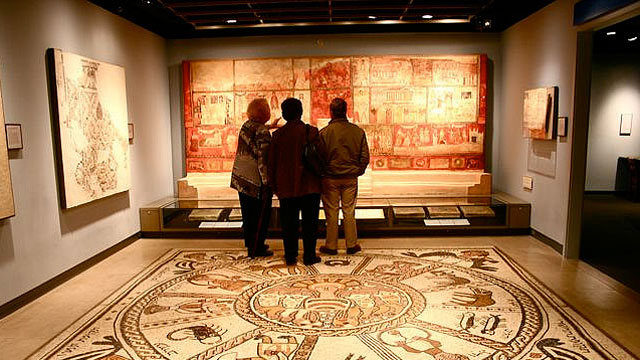
Jedna z sal wystawowych muzeum

Początkiem zbiorów Muzeum Żydowskiego była kolekcja judaików, przekazana przez sędziego Mayera Sulzbergera bibliotece Żydowskiego Seminarium Teologicznego z sugestią zorganizowania muzeum żydowskiego. Kolejne darowizny i zakupy przyczyniły się do powstania znaczącej kolekcji Muzeum, jednego z największych i najważniejszych tego typu na świecie. Muzeum nowojorskie jest zarazem jedną z najważniejszych na świecie instytucji zajmujących się badaniem sztuki i kultury żydowskiej, począwszy od starożytności aż do współczesności. Na kolekcję składa się blisko 30 tysięcy eksponatów, odzwierciedlających żydowską tożsamość: malarstwo, rzeźba, grafika, fotografia, instalacje, artefakty archeologiczne, zabytki starożytności i judaika.

## Działalność wystawiennicza i programowa
Prace współczesnych i współczesnych artystów są regularnie prezentowane na wystawach zbiorowych. Muzeum znane jest również z monograficznych prezentacji dzieł ważnych artystów takich jak: Camille Pissarro (1995), Marc Chagall (2013, 2001 i 1996), Chaim Soutine (1998), George Segal (1998), Adolph Gottlieb (2002), Amedeo Modigliani (2004), Eva Hesse (2006), Alex Katz (2006), Louise Nevelson (2007), Man Ray (2009), Maira Kalman (2011), Édouard Vuillard (2012), Jack Goldstein (2013), Art Spiegelman (2013), Mel Bochner (2014) i Florine Stettheimer (2017).
Muzeum regularnie prezentuje zróżnicowany i szeroki wachlarz programów dziennych i wieczorowych, przeznaczonych dla osób indywidualnych, grup, rodzin i szkół.

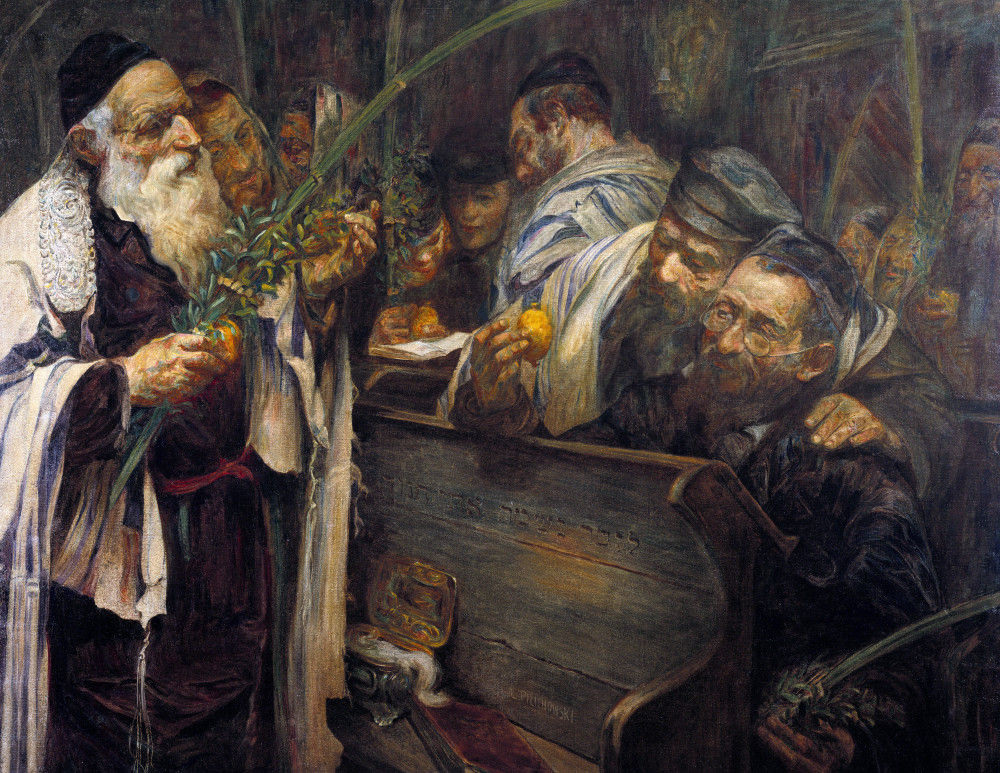
Leopold Pilichowski, Sukkot w synagodze, 1894/95
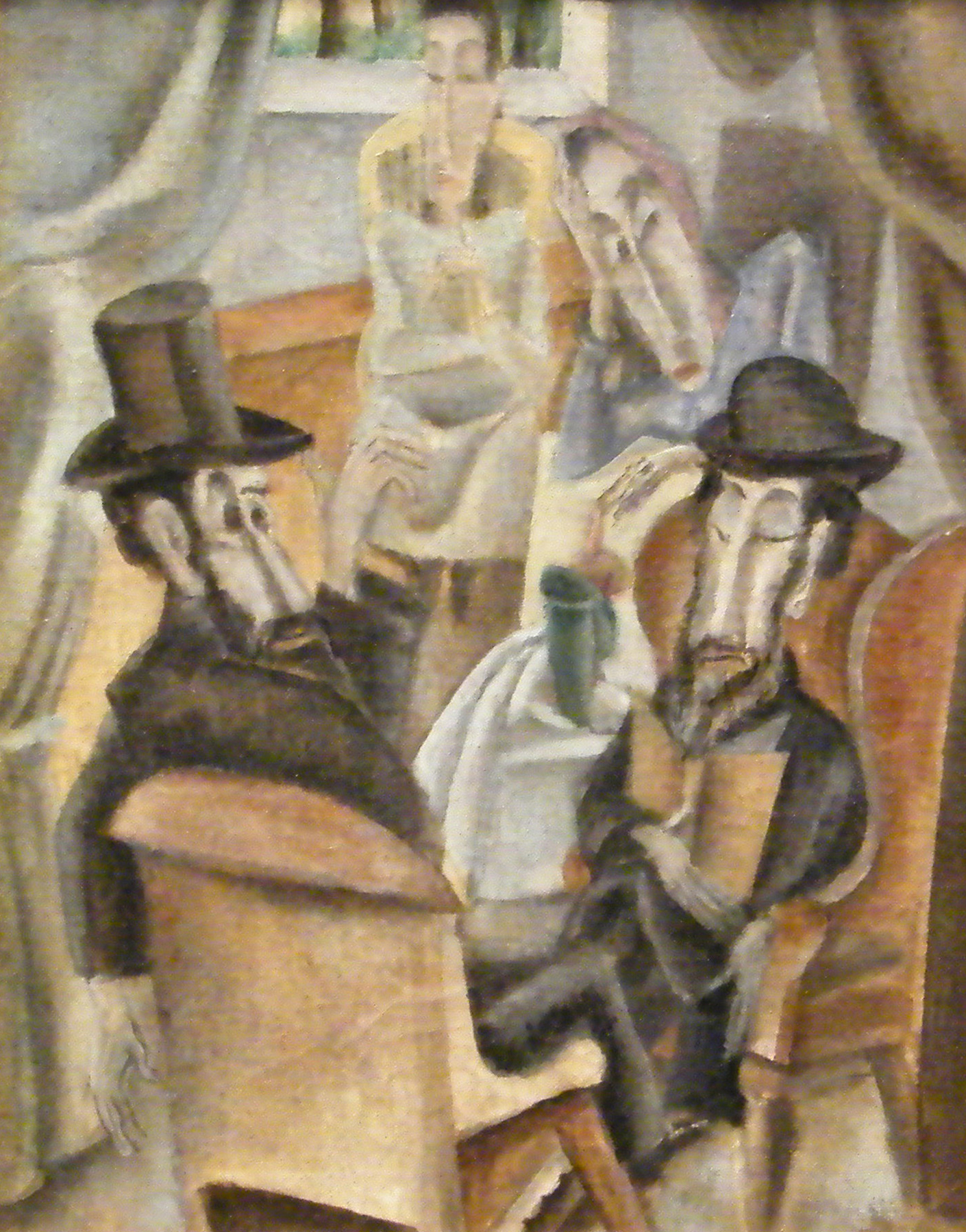
Max Weber, Szabat, 1919
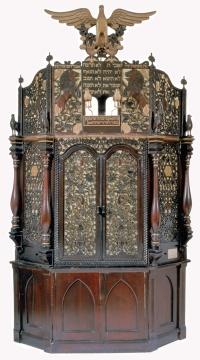
Abraham Shulkin, Arka Tory z synagogi Adath Yeshurun w Sioux City, 1899
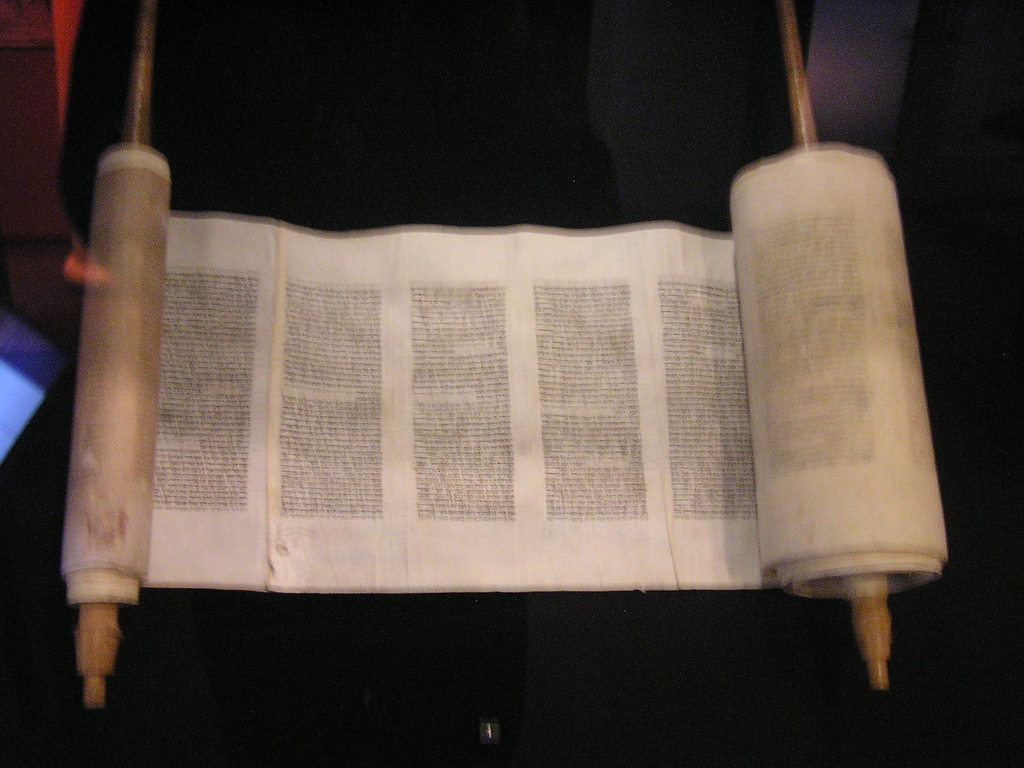
Zwój Tory z Janiny, poł. XIX w.
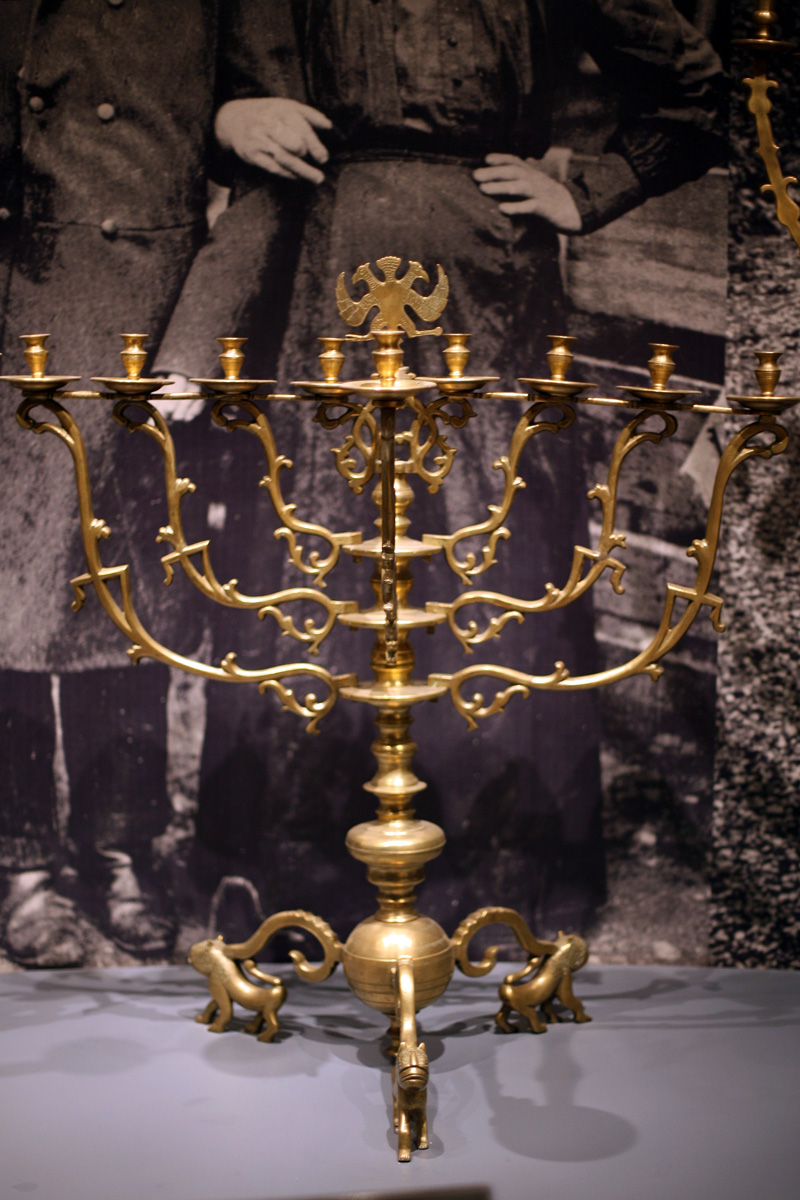
Chanukija, prawdopodobnie z terenów Polski, XVIII/XIX w. (?)
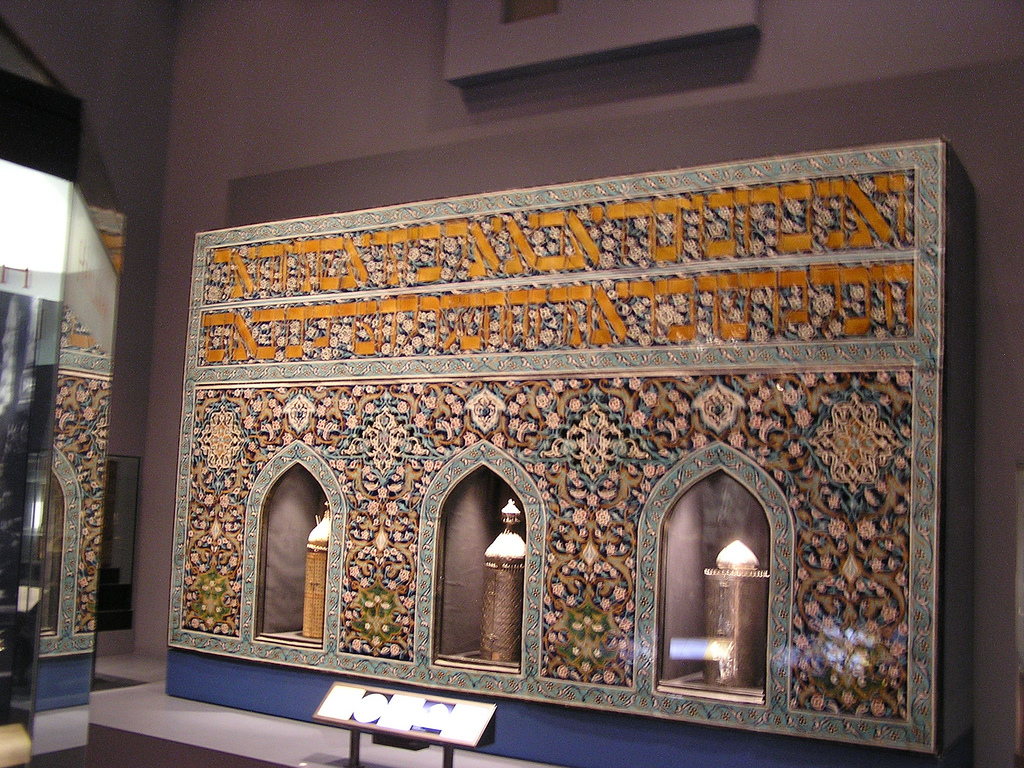
Część ściany synagogi, Isfahan, XVI w.